# Vegetation History and Archaeobotany
Vegetation History and Archaeobotany is een internationaal, aan collegiale toetsing onderworpen wetenschappelijk tijdschrift op het gebied van de paleontologie. De naam wordt in literatuurverwijzingen meestal afgekort tot Veg. Hist. Archaeobot. Het wordt uitgegeven door Springer Science+Business Media en verschijnt 4 keer per jaar.